# Apil-kin
Apil-kin – władca gutejski, następca Kuruma, który według Sumeryjskiej listy królów miał rządzić Sumerem przez 3 lata.